# 比尔·休伊特
威廉·塞弗林·休伊特（英語：William Severlyn Hewitt，1944年8月8日—），美国NBA联盟前职业篮球运动员。他在1968年的NBA选秀中第1轮第11顺位被洛杉矶湖人选中。